# Monte Chief
El monte Chief (del inglés: Mount Chief) se encuentra situado en el estado de Montana, Estados Unidos, en la frontera este del parque nacional de los Glaciares. El monte es uno de los más famosos de las Montañas Rocosas, situado en la cadena Lewis, una falla de cabalgamiento de 320 km de longitud que se extiende desde el centro de Montana hasta el sur de la provincia de Alberta, en Canadá. 
Tiene 1.524 metros de altitud, generando un importante impacto visual porque se encuentra en el borde de las Grandes Llanuras por lo que sirve de ejemplo para comprender la elevación que sufrió la zona en el pasado. La montaña es sagrada para diversas tribus de amerindios.

## El pico
El pico se ve fácilmente desde Montana y Alberta, debido a la rápida ganancia de altura que presenta respecto de la zona de las Grandes Llanuras (Great Plains) que están inmediatamente al este de la montaña. A pesar de que la montaña está en su mayoría en Montana, la pared oriental distintiva se oculta rápidamente cuando se viaja en Montana hacia el sur, pero sigue siendo muy fácil de ver en los días despejados en la mayor parte del sur de Alberta. Por lo tanto, muchos negocios en la zona (en particular, en Lethbridge) llevan "Chief Mountain" en su nombre.

## Escalada
La cara oriental de la montaña se eleva a más de 457 m verticales y la ruta más fácil en esta sección está clasificada de clase 4 por los montañeros.  La roca es también principalmente sedimentaria y proporciona puntos de anclaje deficientes, que a su vez es un factor que contribuye al grado de dificultad que indica su calificación. Henry Stimson y dos exploradores, entre ellos un indio "pies negros", subieron la difícil pared este el 8 de septiembre de 1892, y esta es la primera ascensión conocida del pico por parte de exploradores blancos. En la cumbre, el grupo de Stimson observó restos ceremoniales incluidos cráneos de bisontes que habían sido abandonados por los nativos americanos.  La cara oriental del pico no se conquistó alcanzar de nuevo hasta 1951.  Aunque la cumbre se puede alcanzar acercándose desde el oeste, el acceso más fácil es desde el este, y la tribu Blackfeet ofrece camapamento y permisos de acceso para cruzar las tierras de la reserva. Los centros de visitantes del Servicio de Parques Nacionales están situados en San Mary, Montana y en Many Glacier, disponiendo de información adicional. 
- Datos: Q1072361
- Multimedia: Chief Mountain / Q1072361